# Prueba de Spurling
La prueba de Spurling es una prueba clínica y ortopédica utilizado en medicina y en fisioterapia para examinar la integridad de las raíces nerviosas cervicales de un paciente. Su objetivo es estimar el diagnóstico de una radiculopatía en los mismos con sintomatología propia de atrapamiento de la raíz nerviosa que puede deberse a múltiples causas o bien también permite intuir el diagnóstico de una patología facetaria.   

## Realización
La realización de la prueba se describe con algunas variantes  en las distintas fuentes bibliográficas, si bien en todas ellas es similar en los sustancial.

### Según el manual dePruebas diagnósticas en traumatología y ortopediade Antonio Jurado Bueno
Para la realización de esta prueba el paciente se coloca sentado con la cabeza en posición neutra mientras que el terapeuta se sitúa detrás del mismo colocando ambas manos sobre su cabeza. En esta posición el terapeuta inclina la cabeza hacia un lateral y se aplica una fuerza de compresión axial sobre ella. Después se repite la prueba hacia el otro lado.

### Según Bardley
Este autor describió la maniobra en tres pasos. Primero se sitúa la cabeza del paciente en posición neutra y se realiza una compresión axial,  si no aparece dolor se realiza el mismo procedimiento con el cuello en extensión y si nuevamente no aparece dolor se realiza en extensión y con rotación hacia el lado afecto. Si aparece sintomatología en alguno de los pasos no se procede al siguiente.

### Según el manual dePruebas clínicas para patología ósea, articular y muscularde Johannes Backup et al
El paciente se coloca en sedestación con la cabeza en posición neutra. Le terapeuta se coloca detrás con ambas manos en la cabeza. En esta posición el terapeuta rota e inclina la cabeza del paciente hacia un lado para después rotarla e inclinarla hacia el lado contrario. Con la cabeza del paciente sita en estas posiciones el terapeuta coloca una de sus manos sobre la otra y realiza unas pequeñas percusiones. Si al realizarlo no aparecen síntomas se repite la prueba pero añadiendo un movimiento de extensión cervical que va aumentando de forma progresiva.

### Según el manualNetter. Exploración clínica en ortopediade Jhosua A. Cleland et al
Este manual compila las múltiples variantes de la prueba, tanto la que se hace una simple inclinación cervical y compresión axial como las que a este movimiento se añade una rotación hacia al mismo lado y una extensión.

## Hallazgo positivo
La prueba solo se considera positiva si aparece dolor o sintomatología radicular como parestesias que irradian desde la columna cervical hasta el brazo del paciente o bien si estos síntomas al realizar la prueba se intensifican. No se considera positiva cuando la sintomatología se queda localizada en la zona cervical.
Cuando al realizar la prueba con inclinación de la cabeza aparecen síntomas en el lado cóncavo, este hecho se asocia con una irritación de la raíz nerviosa. Esto  se denomina signo de Spurling. Cuando por el contrario aparecen síntomas en el lado convexo se deben a la propia distensión y estiramiento muscular, entonces el signo se denomina Spurling inverso.

## Fundamento biomecánico de la prueba
Biomecánicamente la maniobra consigue disminuir el espacio de los forámenes intervertebrales cuya área ya se encuentra reducida de por sí si hay alguna patología que contribuya a ello como espondilosis, osteofitos, atrofia de las articulaciones facetarias o protrusión del disco vertebral. Por tanto, al cerrar aún más el espacio y provocar una compresión intervertebral mediante la prueba, se consigue desencadenar una respuesta patológica de irritación de las raíces nerviosas que se manifiesta con sintomatología en el dermatoma de la raíz afectada.

## Sensibilidad y especificidad
Según un estudio de Henry C. Tong et al, la sensibilidad de esta prueba es de 6/20 (30%) y la especificidad de 160/172 (93%). Por tanto, las conclusiones son que no tiene una gran sensibilidad pero si una alta especificidad. En este estudio la forma de realizar la prueba consistía en aplicar una inclinación, una extensión cervical y una compresión axial.
La sensibilidad y la especificidad es diferente según la variante de la prueba utilizada y distintos estudios.